# Bruno Fagnoul
Bruno Fagnoul (Raeren, 11 giugno 1936 – 24 novembre 2023) è stato un politico e insegnante belga appartenente al Partito per la Libertà e il Progresso.

## Biografia
Dal 1974 fu direttore della scuola elementare di Raeren, ruolo che lasciò nel 1981 quando iniziò a lavorare presso l'ufficio del vice primo ministro Jean Gol.
Nell'ottobre del 1976 fu eletto consigliere municipale di Raeren per il Partito per la Libertà e il Progresso, rimanendo in carica fino al 2000. Dal 1989 al 2000 è stato sindaco dello stesso comune.
Dal 1977 al 1995 fu membro del Parlamento della Comunità germanofona del Belgio, ricoprendo la carica di ministro presidente della stessa comunità dal 1984 al 1986, mentre dal 1986 al 1990 fu ministro dell'educazione, della cultura e dei media, con delega all'istruzione dal 1989 al 1990.